# WNBA Executive of the Year
Le trophée de Dirigeant WNBA de l'année ou WNBA Executive of the year est une distinction annuelle de la Women's National Basketball Association décernée pour la première fois en 2017 sur le modèle du trophée de NBA Executive of the Year de ligue masculine.

## Lauréats
| Année | Nom                  | Nationalité       | Équipe                |
| ----- | -------------------- | ----------------- | --------------------- |
| 2017  | Curt Miller          | États-Unis        | Sun du Connecticut    |
| 2018  | Chris Sienko         | États-Unis        | Dream d'Atlanta       |
| 2019  | Cheryl Reeve         | États-Unis        | Lynx du Minnesota     |
| 2020  | Dan Padover (en)     | États-Unis        | Aces de Las Vegas     |
| 2021  | Dan Padover (en) (2) | États-Unis        | Aces de Las Vegas (2) |
| 2022  | James Wade           | États-Unis France | Sky de Chicago        |
| 2023  | Jonathan Kolb        | États-Unis        | Liberty de New York   |
| 2024  | Cheryl Reeve (2)     | États-Unis        | Lynx du Minnesota (2) |

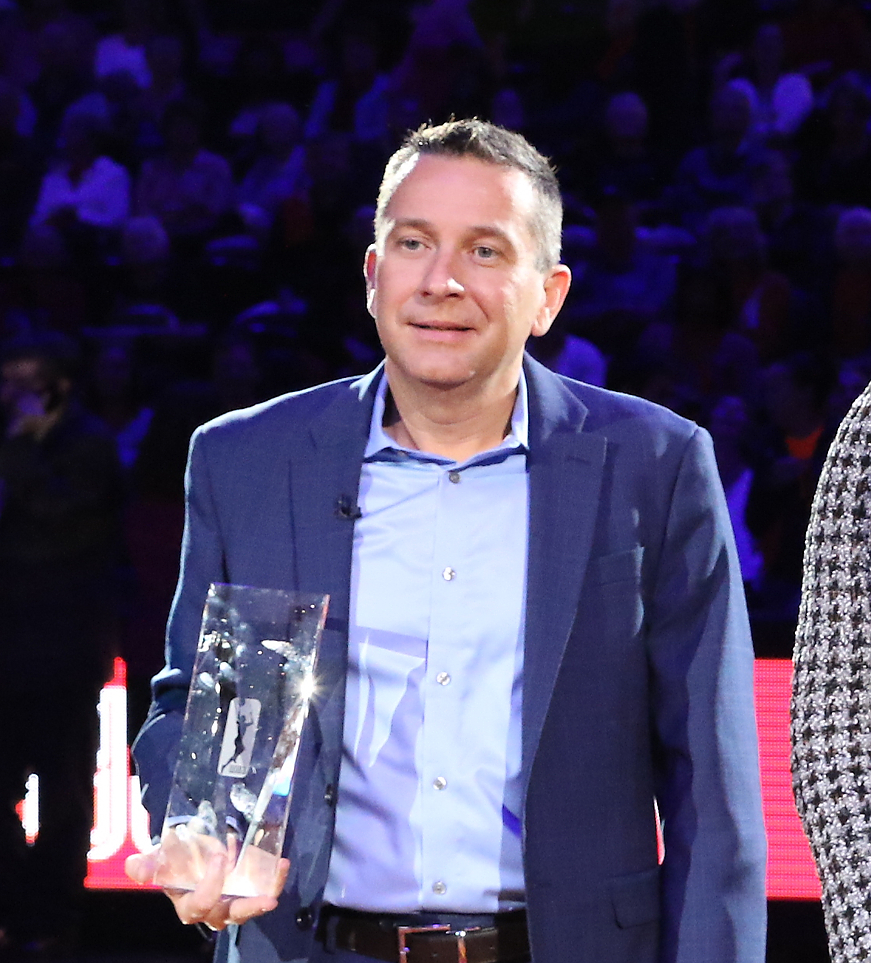
Curt Miller recevant le trophée de Dirigeant WNBA de l'année en 2017

Pour avoir amené le Sun aux play-offs (21 victoires -13 défaites) pour la première fois depuis la saison WNBA 2012, Curt Miller reçoit le premier trophée du genre de la WNBA avec 40 points devant Mike Thibault des Mystics de Washington (24 points) et Greg Bibb des Wings de Dallas (18 points).